# Skomorochy Duże
Skomorochy Duże (także: Skomorochy Wielkie) – wieś w Polsce położona w województwie lubelskim, w powiecie zamojskim, w gminie Grabowiec.
| SIMC    | Nazwa   | Rodzaj    |
| ------- | ------- | --------- |
| 0888652 | Filipin | część wsi |

W latach 1975–1998 miejscowość administracyjnie należała do województwa zamojskiego.
Wieś jest sołectwem w gminie Grabowiec. Według Narodowego Spisu Powszechnego z roku 2011 wieś liczyła 171 mieszkańców.
Wierni Kościoła rzymskokatolickiego należą do parafii św. Mikołaja w Grabowcu.

## Etymologia
Nazwa wsi pochodzi od skomorochów, czyli średniowiecznych włóczęgów-grajków ruskich, w czasie swych występów popisujących się zręcznością.

## Historia
Według spisu z 1827 r. wieś liczyła 26 domów i 164 mieszkańców. W XIX stuleciu funkcjonował tu młyn wodny. Spis z roku 1921 pokazuje tu  – 27 domów oraz 165 mieszkańców, w tym 1 Ukraińca. 

## Zabytki
Według rejestru zabytków NID na listę zabytków wpisany jest zespół dworski z 1 poł. XIX w., nr rej.: A/443 z 4.08.1969: dwór murowano-drewniany i park.